# 乙酰基吡嗪
乙酰基吡嗪（又称2-乙酰基吡嗪）是一种吡嗪和酮，化学式为C
6H
6N
2O。在常温下，乙酰基吡嗪呈黄色至褐色粉末。
乙酰基吡嗪存在于一些食物中，比如种子、坚果和肉。它可以用于一些冷冻乳制品，如冰淇淋中。美国食品药品监督管理局将乙酰基吡嗪分类为“公认安全”。